# 奏光之Strain
《奏光之Strain》是由Studio Fantasia所製作的動畫作品。

## 劇情簡介
在遙遠的未來，人類分裂成了以有人兵器STRAIN（STRategic Armored INfantry 戰略裝甲步兵）為主戰力的「聯合(Union)」，和以無人兵器TUMOR（Tactical Unmanned Maneuver ORd 戰術無人機動球體）為主戰力的「帝國(Deague)」兩大陣營，進行永無止息的戰鬥。
16歲的塞拉·威萊克是聯合陣營的名門獨生女，就讀於庫拉尼阿爾星域的寄宿制STRAIN駕駛員養成機關「庫拉貝拉空間機甲兵科學院」。成績優秀的她的心中有個秘密，就是期望與哥哥再相會。
賽拉的哥哥拉爾夫·威萊克在她11歲的時候接到了特殊命令到遠在130光年之外的最前線出擊。雖然途中乘坐的是聯合最為先進的亞光速戰艦，客觀時間也要經過400年。但主觀時間（搭乘員的感覺到的時間）由於受到“烏拉西馬效應”的影響，實際上只是經過了2年。因此，塞拉想要見到哥哥，就必須也前去同樣的戰場。
兄妹兩自小就失去了雙親，因此塞拉對哥哥有著超越普通親人的感情，兄妹再會被她視為自己活著的意義。塞拉能夠與哥哥再相見嗎？

## 工作人員
- 企畫：鈴木徑男 飯塚智久
- 原作：Studio Fantasia
- 監督：渡邊哲哉
- 製作人：松井智、楠原真理子、月野正志、北浦宏之
- 監督：渡邊哲哉
- 特技監督：川原智弘
- 系列構成：赤星政尚
- 人物設計：藤田まり子
- 機械設計：川原智弘、海老川兼武
- 總作畫監督：佐藤陵
- 美術監督、美術ボード：市倉敬
- 美術設定：小林德光
- 色彩設計：井上英子
- 撮影監督：福士亨
- 剪輯：重村建吾（スタジオごんぐ）
- 音響監督：龜山俊樹
- 音楽：酒井良
- 音樂製作人：澀谷知子
- 音樂製作：Happinet
- 動畫製作：Studio Fantasia
- 製作協力：WOWOW
- 製作：奏光のストレイン製作委員会

## 配音人員
塞拉・威萊克（聲優：川澄綾子）
拉爾夫・威萊克（聲優：近藤隆）
艾米莉（聲優：野中藍）
洛特・蓋拉（聲優：ゆかな）
杰西・艾捷絲（聲優：松來未佑）
卡利斯弗德・拉德弗里庫斯（聲優：保志總一朗）
迪高・西德諾克（聲優：谷山紀章）
拉奎尼亞・莉蓓露斯（聲優：野中藍）
卡瑪依庫魯（聲優：谷井あすか）
梅路奇薩路克（聲優：皆川純子）
- マーサ·シュビーパウエル —— 花井なお
- アーメンガァド·ヨハニッツ —— 阪田佳代
- ベッキィ —— 阪田佳代
- クレイヴン —— 麥人
- デュファルジュ —— 中田讓治
- セディ —— 白鳥哲
- メアリ— —— 田中理惠
- メドロック —— 田中敦子
- バロウ —— 長克巳

## 各集標題
1. 絕望的前奏曲
2. 相逢
3. 亞光速之惡夢
4. Riesener·塞拉
5. 無盡之恩仇
6. 背對平靜
7. 拉奎尼亞完美的陰謀
8. 空間補给站
9. 眼前的自己
10. 未來的記憶
11. 狂宴的開幕
12. 利貝爾塔多攻防戰
13. 最後華爾滋

## 主題歌

### 片頭曲
「メッセージ」
作詞：上田緑 、作曲・編曲：上野洋子 、歌：上野洋子

### 片尾曲
「海のオパール」
作詞：上田緑 、作曲・編曲：上野洋子 、歌：Sema
「アウローラ〜ひとすじの曙光〜」（第9話）
作詞：森由里子 、作曲・編曲：上野洋子 、歌：Yoko

## 外部連結
- 奏光之Strain的網站 （日語）